# Gerrit Weekhout
Gerrit Hendrik Weekhout (Borculo, 23 augustus 1925 – Enschede, 21 mei 2017) was een Nederlands politicus van de VVD.
De in Gelderland geboren Weekhout heeft lange tijd in Enschede gewoond, waar hij ook wethouder is geweest. In april 1976 werd Weekhout benoemd tot burgemeester van Bloemendaal als opvolger van Peereboom Voller die met pensioen was gegaan. In september 1990 ging hij daar zelf met pensioen waarna hij terugkeerde naar de regio Enschede. Bij zijn afscheid werd Weekhout benoemd tot Ridder in de Orde van Oranje-Nassau. Ook kreeg hij de erepenning van de gemeente Bloemendaal uitgereikt. In 2017 overleed Weekhout op 91-jarige leeftijd in Enschede.

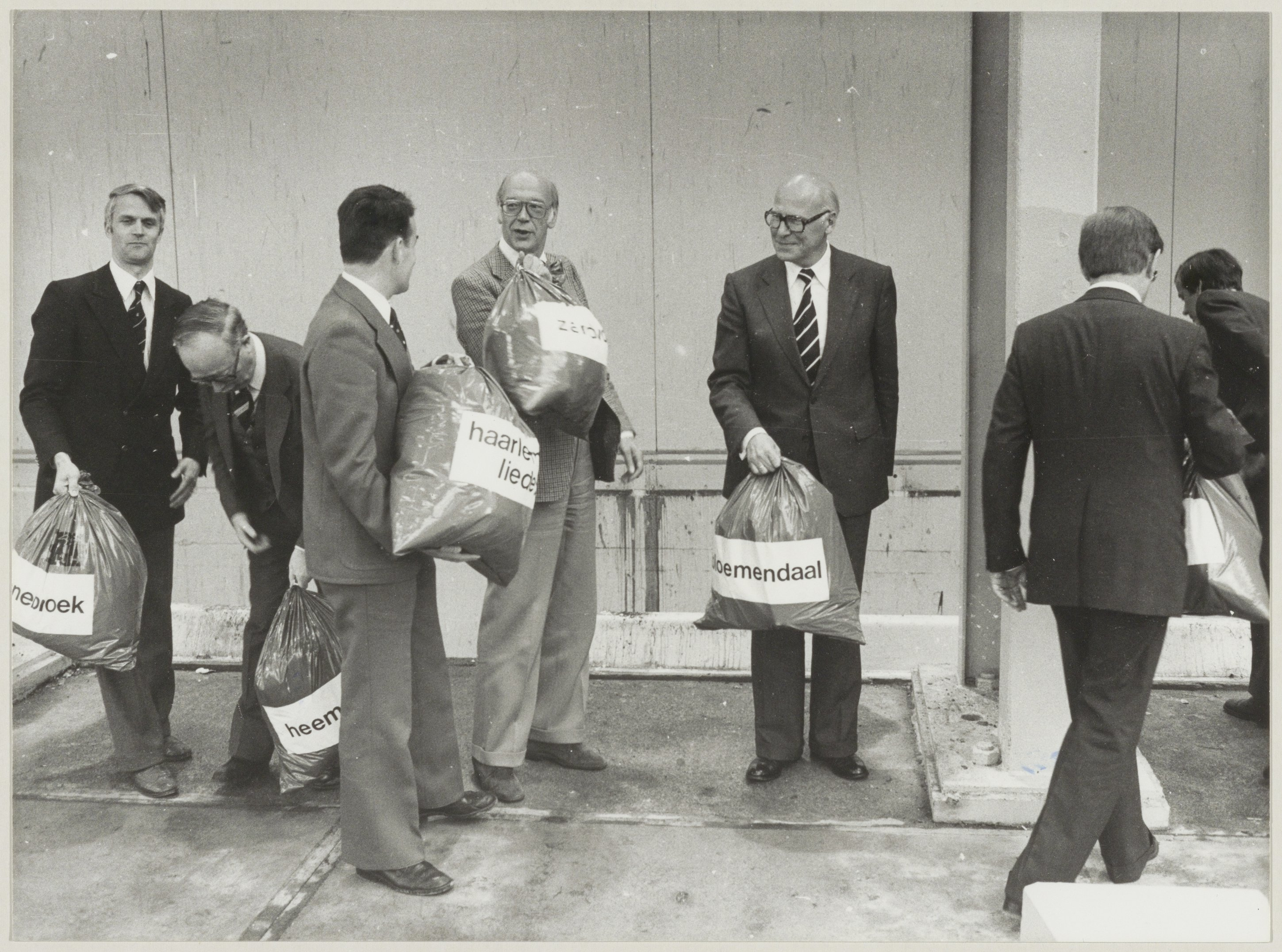
Gerrit Weekhout deponeert de eerste zak vuilnis van Bloemendaal in het VAM-afvoerstation in de Waarderpolder (1979)